# City Lights
City Lights is een  stomme film uit 1931 onder regie van Charlie Chaplin. The Circus (1928) was Chaplins laatste film voor de introductie van de geluidsfilm. Deze verdrong al snel de stomme film. Chaplin kreeg het door zijn grote prestige in Hollywood toch voor elkaar om, drie jaar nadat de geluidsfilm voor het eerst werd gebruikt, City Lights als stomme film te maken (op de muziek en de artistieke en financiële controle over zijn werk na). Daarnaast wordt er bij de opening kort een dialoog gebruikt.
Chaplin stond bekend als perfectionist. Hij deed sommige scènes vaker over dan andere regisseurs zouden hebben gedaan. Hij ontsloeg Virginia Cherrill en maakte de film opnieuw met Georgia Hale, zijn tegenspeelster van The Gold Rush (1925). Dit bleek, zelfs met zijn budget, te duur te zijn, waardoor hij was gedwongen Cherrill opnieuw aan te nemen. Hoewel stomme films uit de mode waren, werd de film een groot succes en een van Chaplins eigen favorieten.

## Verhaal
Chaplin speelt een dakloze zwerver, The Tramp. Op straat ontmoet hij een arme, blinde bloemenverkoopster en wordt onmiddellijk verliefd op haar. Zij ziet hem aan voor een miljonair. Omdat hij haar niet wil teleurstellen, houdt hij de schijn op. Ondertussen redt hij een dronken miljonair die zelfmoord wilde plegen. De miljonair is hem zeer dankbaar en wordt goede vrienden met hem. Wanneer hij echter nuchter wordt, kan hij zich de vagebond niet meer herinneren. Deze doet ondertussen klusjes om een operatie voor de blinde vrouw te kunnen betalen zodat zij haar gezichtsvermogen terug kan krijgen. Zo wordt hij straatveger en doet hij mee aan een bokswedstrijd.
Uiteindelijk betaalt de miljonair de zwerver duizenden dollars waarmee hij de operatie wil betalen. Alles loopt echter weer mis: wanneer de miljonair nuchter wordt, houdt hij de zwerver voor een dief. Deze weet het meisje toch nog het geld te geven. Hij zegt dat hij op vakantie gaat, vlak voordat hij gearresteerd wordt en voor een aantal maanden de gevangenis in moet.
De slotscène wordt door velen gezien als de meest ontroerende van de filmgeschiedenis. De vagebond is vrij en gaat naar de straat waar de bloemenverkoopster, die inmiddels kan zien, een bloemenwinkel bezit. Elke keer als een miljonair haar winkel binnenstapt, vraagt ze zich af of hij de gulle man is die haar hielp. Wanneer de vagebond haar ziet, laat hij zijn bloemen vallen. De vrouw raapt ze voor hem op en wanneer ze zijn hand aanraakt, realiseert ze zich wie hij is.

## Rolverdeling
| Acteur            | Personage                         |
| ----------------- | --------------------------------- |
| Charlie Chaplin   | The Tramp                         |
| Virginia Cherrill | Blind meisje                      |
| Florence Lee      | Grootmoeder van het blinde meisje |
| Harry Myers       | Miljonair                         |
| Al Ernest Garcia  | Butler van de miljonair           |
| Jean Harlow       | Figurant                          |

## Ontvangst
Verscheidene beroemde regisseurs spreken hartelijk over de film. Orson Welles heeft ooit verteld dat dit zijn favoriete film is. In 1963 vroeg het tijdschrift Cinema aan Stanley Kubrick wat zijn 10 favoriete films waren: hij zette City Lights op de vijfde plaats, net als regisseur Andrej Tarkovski. Ook Woody Allen vindt dit Chaplins beste film.